# Insuficiencia suprarrenal aguda
La insuficiencia suprarrenal aguda,  también llamada crisis adrenal o crisis addisoniana, es una enfermedad de inicio brusco que pone en peligro la vida del paciente y está considerada una urgéncia médica. Se debe a un déficit severo y repentino en la producción de cortisol y aldosterona por las glándulas suprarrenales. Puede presentarse en pacientes diagnosticados previamente de insuficiencia suprarrenal crónica o bien por una afección de inicio súbito como la apoplejía hipofisaria, en ocasiones se debe a la suspensión brusca de un tratamiento con glucocorticoides realizado por un tiempo prolongado o al aumento en la necesidad de cortisol por situaciones de estrés, por ejemplo una enfermedad aguda o una intervención quirúrgica. Los síntomas principales son hipotensión arterial, signos de deshidratación,  disminución del volumen de sangre circulante (hipovolemia), debilidad muscular, náuseas, vómitos, diarrea, fiebre, deterioro cognitivo, alteración del nivel de conciencia que puede llegar al coma e insuficiencia cardíaca. En los análisis de sangre existe disminución de glucosa en sangre (hipoglucemia), aumento de los niveles de potasio (hiperpotasemia) y disminución del sodio (hiponatremia).